# 惡意編年史
《惡意編年史》（韓語：악의 연대기）是一部2015年上映的韓國犯罪懸疑片，講述馬上就要升職的重案組刑警某一天突然遭到綁架，陷入了意料之外的事件的故事。由《地鐵終結站》導演白雲鶴執導，孫賢周、馬東石、崔丹尼爾、朴敘俊主演，2015年5月14日在韓國上映。

## 劇情介紹
獲得總統表彰而即將獲得特級晉升的重案組班長崔昌植，在聚餐結束後乘坐出租車回家的途中睡著了，等他醒來後發現出租車正在駛向奇怪的地方，驚慌失措的昌植幾次要求司機停車，但司機不予理會繼續行駛。
最終，與司機撕扯的昌植意外地殺害了他，昌植急忙處理案發現場後離開。但就在第二天，他所屬的江南警察署旁的施工現場起重機上發現了司機的屍體，整個大韓民國因此炸開了鍋。負責這一案件的昌植為了掩蓋自己的失誤，捏造並重組了案件。但不久後，出現了自稱是起重機屍體事件真凶的男人。

## 演員陣容

### 主要人物
- 孫賢周 飾演 崔昌植（台灣配音：曹冀魯）

該警局的最高負責人，深受後輩的愛戴，作為刑事班長升職在即，在這個不能有什麼出錯的敏感時期，意外的造成了一件殺人事件，本應被留在荒郊野外的死者屍體，卻突然出現在城市的上空被懸掛著，引起大眾對案件的關注和不安，要求警方盡快查明案件，然而因為被懸掛著的死者屍體位於崔班長所管理的範圍內，所以擔任了負責該殺人案件的刑警，為了隱瞞案件的真相而不得不持續犯下更大的錯誤。
- 馬東石 飾演 吳刑警（台灣配音：宋克軍）

信任崔班長而跟隨他辦案的刑警。在崔班長接手的此次案件中，他憑藉多年的辦案經驗，直覺地感受到這次的案件有點奇怪，並暗中開始觀察並展開調查。
- 崔丹尼爾(少年：羅奎民) 飾演 金進奎（台灣配音：張騰）

曾為未來藝人公司的旗下演員，後來因為吸毒被捕，其後更自發引退，引退後在上岩洞開了一家叫MOJO的酒吧。對崔班長瞭如指掌，並很享受地看著崔班長垂死掙扎的窘境。
- 朴敘俊(少年：嚴志星) 飾演 車東載（台灣配音：喬資淯）

第二十九期新入職的刑警，為該警局內的老么，主動申請加入崔班長的組理工作。

### 其他角色
- 鄭原仲 飾演 朱原日署長（台灣配音：符爽）
- 尹熙沅 飾演 姜次長（台灣配音：梁興昌）
- 李泰亨 飾演 鄭志秀（台灣配音：張騰）
- 吳尚武 飾演 李政勳（台灣配音：梁興昌）
- 韓秀賢 飾演 趙刑警
- 朴成賢 飾演 朴刑警（台灣配音：符爽）
- 李尚元 飾演 李刑警（台灣配音：梁興昌）
- 李道益 飾演 白刑警（台灣配音：張騰）
- 申國家 飾演 申刑警
- 鄭俊元 飾演 崔明浩（台灣配音：楊詩穎）
- 禹正國 飾演 金鳳壽（台灣配音：符爽）
- 張俊寧 飾演 法醫
- 李準赫 飾演 李明天
- 尹大烈 飾演 賣藥的男人
- 孫鍾範 飾演 安泰奇（台灣配音：梁興昌）
- 李恩靜 飾演 崔昌植的妻子
- 李載浩 飾演 記者
- 吉荷拉 飾演 女警1
- 閔彩妍 飾演 女警2
- 韓可琳 飾演 交通指揮室職員
- 宋勳 飾演 國科搜要員

### 特別出演
- 池大韓 飾演 公寓男子

## 獲獎與提名
| 年份 | 頒獎禮             | 獎項           | 入圍者 | 結果 |
| ---- | ------------------ | -------------- | ------ | ---- |
| 2015 | 第52屆大鐘獎       | 最佳男主角     | 孫賢周 | 提名 |
| 2015 | 第52屆大鐘獎       | 最佳新人男演員 | 朴敘俊 | 提名 |
| 2015 | 第36屆青龍電影獎   | 最佳新人男演員 | 朴敘俊 | 提名 |
| 2015 | 第36屆青龍電影獎   | 人氣明星獎     | 朴敘俊 | 獲獎 |
| 2016 | 第52屆百想藝術大獎 | 最佳新人男演員 | 朴敘俊 | 提名 |